# Михайловка (Пировский район)
Михайловка — деревня в Пировском районе Красноярского края в составе Солоухинского сельсовета.

## География
Находится примерно в  36 километрах по прямой на север-северо-восток от районного центра села Пировское.

## Климат
Климат в районе резко континентальный. Самый теплый месяц — июль, со средней температурой +17,8 °С, с абсолютным максимумом +34,6 °С. Самый холодный месяц — январь: средняя температура составляет –20,1 °С, абсолютный минимум –52,5 °С. 

## История
Основана деревня в 1918 году. В 1926 году учтен был 51 житель, преимущественно татары. 

## Население
Постоянное население составляло 12 человек в 2002 году (75% татары),  12 в 2010.